# NET ID
Le NET ID est, dans une adresse IP (IPv4), le ou les octets situés en début d'adresse qui identifient le réseau, par opposition à l'HOST ID qui identifie la machine dans ce réseau.

## Composition d'une adresse IP V4
La taille du NET ID (aussi appelé adresse réseau) dépend de la classe d'adresse IP.
- Classe A : premier octet de l'adresse. Minimum : 0.0.0.0 /8

- Classe B : deux premiers octets. Minimum : 128.0.0.0 /12
- Classe C : trois premiers octets. Minimum : 192.0.0.0 /16
- Classe D (réservée) : quatre premiers octets. Minimum : 224.0.0.0 masque de sous-réseau non défini
- Classe E (réservée) : quatre premiers octets. Minimum : 240.0.0.0 masque de sous-réseau non défini